# 표트르 대제만

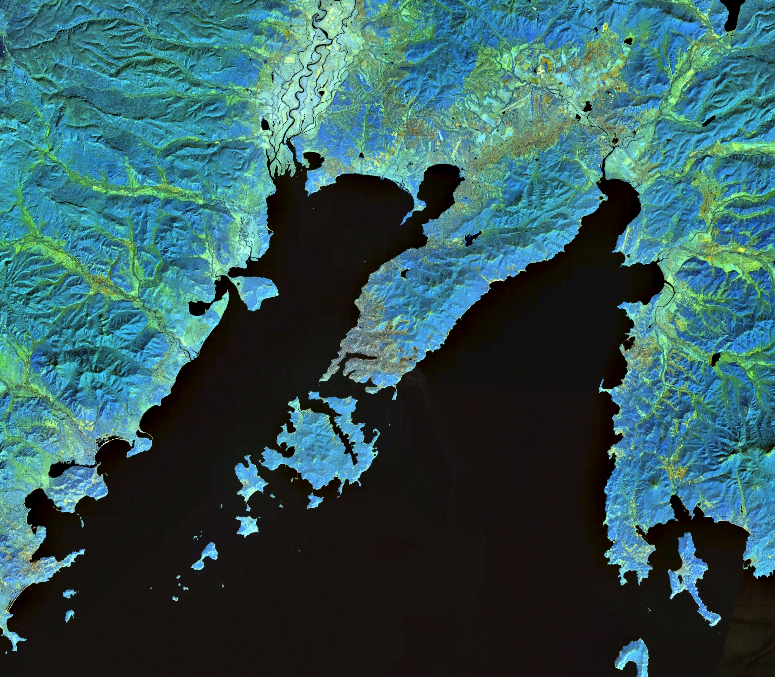
무라비요프-아무르스키반도와 예브게니 군도를 중심으로 형성된 표트르 대제만

표트르 대제만(러시아어: Залив Петра Великого)은 프리모르스키 지방에 위치한 만이다. 길이는 70km이고 너비는 200km이고 깊이는 65m이다. 리아스식 해안으로 겨울에는 얼어붙는다. 중앙에 무라비요프-아무르스키반도가 돌출되어 있으며, 그 끝부분에 블라디보스토크가 있다. 무라비요프-아무르스키반도의 남서쪽에는 루스키섬이 있다. 무라비요프-아무르스키반도를 중심으로 동쪽은 우수리만, 서쪽은 아무르만이라고 부른다.

## 역사
만주에 속하는 땅이었으나, 19세기에 러시아 제국이 점령했다. 1859년 표트르 대제의 이름이 붙었다.

## 만
- 아무르만
- 우수리만
- 포시예타만
- 오스토크만
- 아메리카만
- 스토레르카만

## 섬
- 루스키섬(Остров Русский)
- 포포바섬(Остров Попова)
- 레이네케섬(Остров Рейнеке)
- 리코르다섬(Рикорда)
- 푸루겔마섬(Фуругельма)
- 아스콜트섬(Аскольд)
- 푸탸티나섬(Остров Путятина)
- 림스코고코르사코바 제도(архипелаг Римского-Корсакова)

## 도시
- 블라디보스토크(아무르만)
- 나홋카(아메리카 만)